# LCD Soundsystem
LCD Soundsystem je hudební projekt amerického producenta a šéfa dancepunkového vydavatelství DFA Records Jamese Murphyho. Společně s Timem Goldsworthym kombinovali taneční hudbu, punk a ostatní žánry. Nejvíce popularity získali hlavně ve Spojeném království, tři jejich alba se dostala do TOP 40. V letech 2006 a 2008 byli celkem třikrát nominováni na Grammy, jejich zřejmě nejznámějšími singly jsou „All My Friends“ a „Daft Punk Is Playing at My House“. Kapela ukončila svou činnost v roce 2011 poté, co odehrála rozlučkový koncert v newyorské Madison Square Garden. Z vystoupení vyšel záznam Shut Up and Play the Hits. V prosinci 2015 kapela vydala novou píseň „Christmas Will Break Your Heart“ a následně oznámila obnovení své činnosti. V roce 2017 vydala nové album a v následujících letech se věnovala koncertování. V roce 2022 vyšla nová píseň „New Body Rhumba“, nahraná pro film Bílý šum. Další nová píseň „X-Ray Eyes“ vyšla v říjnu 2024 s příslibem nové desky na rok 2025.

## Diskografie

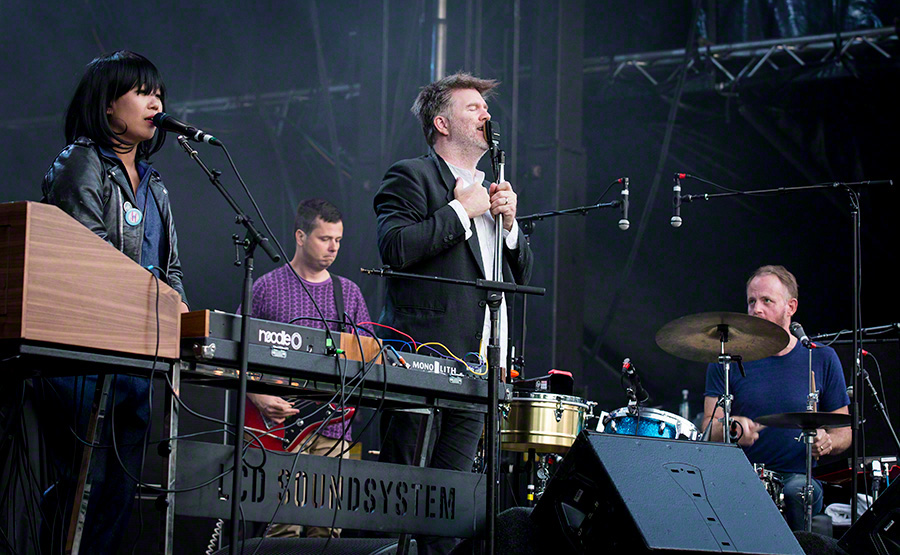
LCD Soundsystem při koncertu v Kristiansandu (2016)

### Studiová alba
- 2005 – LCD Soundsystem
- 2007 – Sound of Silver
- 2010 – This Is Happening
- 2017 – American Dream

### Koncertní alba
- 2010 – London Sessions
- 2014 – The Long Goodbye: LCD Soundsystem Live at Madison Square Garden
- 2019 – Electric Lady Sessions

### Singly
- 2002 – „Losing My Edge“
- 2003 – „Give It Up“
- 2004 – „Yeah“
- 2004 – „Movement“
- 2005 – „Daft Punk Is Playing at My House“
- 2005 – „Disco Infiltrator / Slowdive“ (Siouxsie and the Banshees cover)
- 2005 – „Tribulations“
- 2007 – „North American Scum“
- 2007 – „All My Friends“
- 2007 – „No Love Lost“ (Joy Division cover)
- 2007 – „Poupee De Cire“ (Serge Gainsbourg cover) / spolu s Arcade Fire
- 2007 – „Someone Great“
- 2007 – „Confuse the Marketplace“
- 2008 – „Time to Get Away“
- 2008 – „Big Ideas“
- 2009 – „Bye Bye Bayou“
- 2010 – „Pow Pow“
- 2010 – „Drunk Girls“
- 2010 – „I Can Change“
- 2010 – „Throw“
- 2011 – „Live Alone“
- 2015 – „Christmas Will Break Your Heart“
- 2017 – „Call the Police“ / „American Dream“
- 2022 – „New Body Rhumba“
- 2024 – „X-Ray Eyes“